# Angolai pillangópinty
Az angolai pillangópinty (Uraeginthus angolensis) a madarak osztályának a verébalakúak (Passeriformes) rendjébe, ezen belül a díszpintyfélék (Estrildidae) családjába tartozó faj.

## Rendszerezése
A fajt Carl von Linné svéd természettudós írta le 1758-ban, a Fringilla nembe Fringilla angolensis néven.

## Alfajai
- Uraeginthus angolensis angolensis (Linnaeus, 1758)
- Uraeginthus angolensis niassensis Reichenow, 1911

## Előfordulása
Afrikában Angola, Botswana, Burundi, Kongói Köztársaság, a Kongói Demokratikus Köztársaság, Kenya, Malawi, Mozambik, Namíbia, São Tomé és Príncipe, a Dél-afrikai Köztársaság, Szváziföld, Tanzánia, Zambia és Zimbabwe területén honos. 
Természetes élőhelyei a szubtrópusi és trópusi füves puszták, szavannák és cserjések, valamint vidéki kertek. Állandó, nem vonuló faj.

## Megjelenése
Testhossza 12–13 centiméter, testtömege 6,3-13 gramm. Homloka, tarkója és háti része barna, arcrésze, torka és hasi része kék színű.
|  |  |

## Életmódja
Fűmagvakkal táplálkozik, de néha rovarokat és pókokat is fogyaszt.

## Természetvédelmi helyzete
Az elterjedési területe rendkívül nagy, egyedszáma pedig stabil. A Természetvédelmi Világszövetség Vörös listáján nem fenyegetett fajként szerepel.